# Muzeum Kalaša dur
Muzeum Kalaša dur či Bamborate Muzeum se nachází v okrese Čitrál, v provincii Chajbar Paštúnchwá, v Pákistánu. Stavební práce na muzeu Kalaša Dur začaly v roce 2001 a byly dokončeny v roce 2005. Je zde vystaveno asi 1 300 předmětů, které mají etnologický význam pro kalašskou tradici a tradici v širší oblasti Hindúkuše.

## Dějiny
Muzeum v údolí Bumburet, známé také jako Kalaša dur (Dům lidí z Kalaše nebo Kulturní centrum pro Kalašu). Kalaša dur je místo, kde lze se vystavuje řada exponátů. Většinu těchto předmětů shromáždili členové nevládní organizace zvané „Řečtí dobrovolníci“ se sídlem v Řecku. Pracovali v údolí Kalaša dur od roku 1995.

### Etnologická sbírka
Budova se skládá ze dvou podlaží; v přízemí je etnologická sbírka kalašské kultury a z širší oblasti Hindukúše a v druhém patře je škola kalašské kultury s knihovnou knih napsaných v údolí Kalaše a také hala pro profesionální školení místních řemesel. Členové „řeckých dobrovolníků“ byli zodpovědní za velkou část sbírky vystavené v muzeu. Dobrovolníci navštívili údolí Kalaše za účelem nákupu tradičních předmětů nebo jejich výměny za moderní předměty. Členové „řeckých dobrovolníků“ měli spoustu starostí a obav, když si všimli, že nová kalašská generace nikdy neuvidí tradiční předměty svých předků. Jejich pozorování zahájilo nákup předmětů, oděvů a dalších typických předmětů, aby neopustily údolí. Jejich prvním cílem bylo vystavit všechny tyto předměty v etnologickém muzeu, aby je budoucí generace mohly vidět a dozvědět se o životě svých předků. Později, když bylo postaveno muzeum Kalaša dur, se počet sebraných předmětů začal zvyšovat. Mnoho darů od obyvatel z Kalaše a obyvatel údolí Kalaše pro jejich muzeum zvýšilo počet položek v muzeu nad zakoupenými exponáty. Muzeum také zakoupilo tradiční nádobí a další předměty, které opustily osady v Hindúkuši, od obchodů se starožitnostmi v Péšávaru a Čitrálu, aby obohatily jejich sbírku.